# Movimiento de Liberación Nacional de Armenia
El Movimiento Nacional armenio de Liberación (en armenio: Հայ ազգային-ազատագրական շարժում Hay azgayin-azatagrakan šaržum) también conocido como el Movimiento Liberación armenio, Movimiento revolutionario armenio, Movimiento Fedayee armenio, (ֆիդայական շարժում), Movimiento Voluntario armenio y la Revolución armenia fue un movimiento cuyo meta fue establecer una Armenia Unida que incluía movimientos políticos y militares, además de sociales y culturales. Alcanzaría su punto álgido durante la Primera Guerra Mundial y los años próximos durante la partición del Imperio otomano.
Influenciado por la Ilustración y el surgimiento del nacionalismo en el Imperio otomano, el movimiento se desarrolló en la primera parte de los años 1860. El movimiento emergió de forma semejante a los movimientos en la Península balcánica, especialmente los Revolucionarios griegos, quienes lucharon en la Guerra de independencia de Grecia. La élite armenia y varios grupos militantes buscaron la manera de defender a la población armenia ubicada en el Imperio otomano, de religión cristiana, de los musulmanes. La gran mayoría de los armenios eran campesinos, aunque la meta última fue dar empuje para que hubiera reformas, primero en los Seis vilayetes y, cuando estas fracasaron, con la creación de un estado armenio en los territorios que, en aquel tiempo, fueron controlados o por el Imperio otomano o por el Imperio ruso.
Desde la parte última de los años 1880, el movimiento fue dirigido por tres partidos políticos armenios que se llamaron Hunchakian Partido Socialdemócrata, Partido de Armenakan y la Federación Revolucionaria Armenia. Comenzó una guerra de guerrillas en contra del gobierno otomano y los irregulares kurdos en las regiones orientales del Imperio. Los armenios vieron a Rusia como un aliado natural en la lucha contra los turcos. Sin embargo, los rusos también mantuvieron una política muy opresiva en el Cáucaso. Mientras tanto, los rusos forzaron al gobierno otomano a firmar el paquete de reformas armenias después de haber perdido su presencia en Europa tras las guerras de los Balcanes, en la parte temprana de 1914.